# Dero Goi

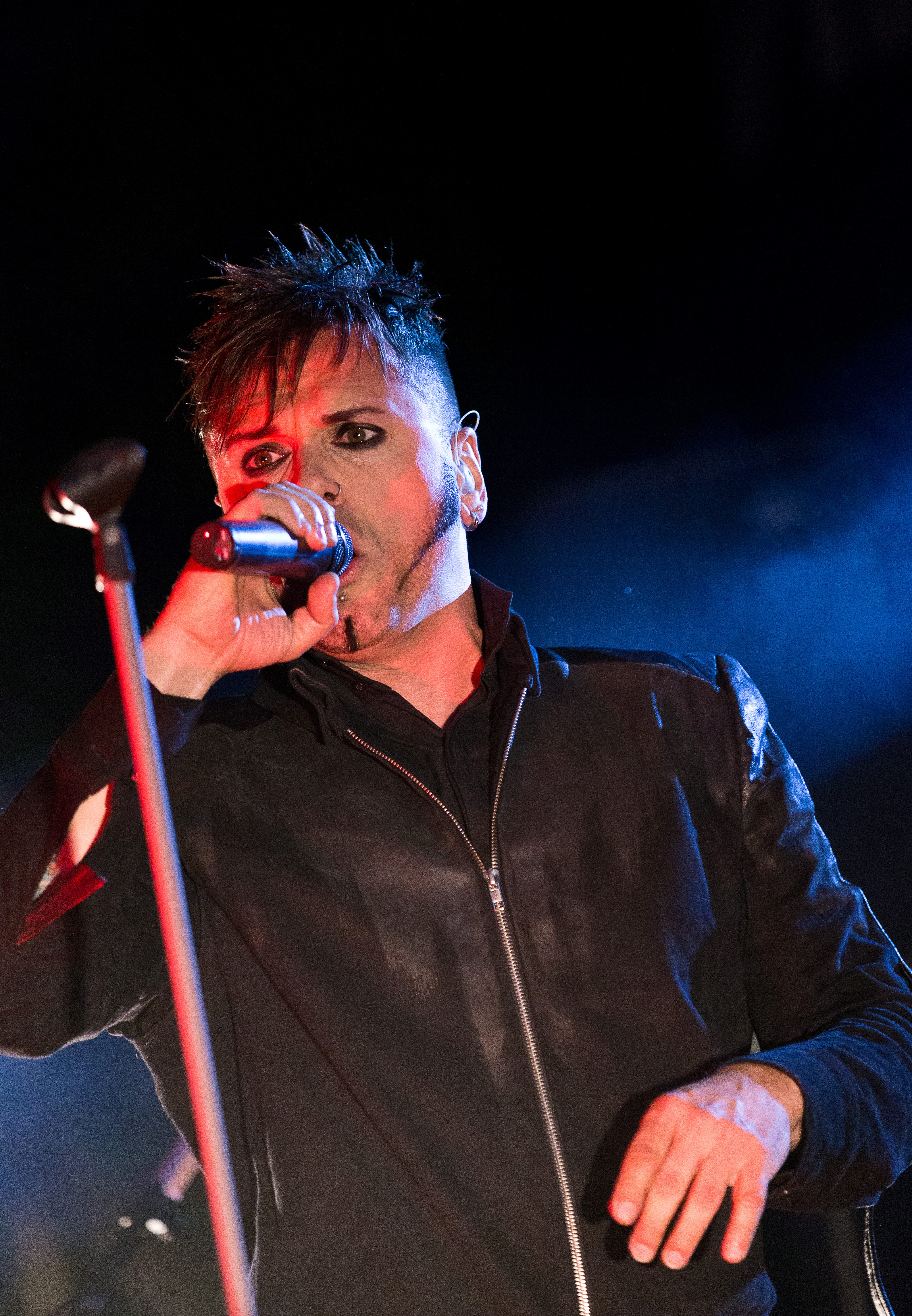
Goi bei der Nocturnal Cultural Night

Dero Goi (* 16. April 1970 in Wolfsburg als Stephan Musiol) ist ein deutscher Musiker und Textdichter. Bekanntheit erlangte er als Sänger und Schlagzeuger der Neue-Deutsche-Härte-Band Oomph!.

## Leben
Dero Goi wuchs im Arbeitermilieu des niedersächsischen Wolfsburg auf. Nach dem Abitur leistete Goi seinen Zivildienst ab. Goi studierte Psychologie, brachte es aufgrund seiner musikalischen Laufbahn jedoch nicht zu einem Abschluss des Studiums. Er ist Vater zweier Söhne und verheiratet.
Seit 2021 ist er zudem bekennender Christ und redet in Interviews darüber, dass seine früheren religionskritischen Texte eine Projektion seines Frustes gewesen seien. Die Kirche als Institution lehnt er weiterhin ab.

## Goi als Künstler
Goi lernte in Wolfsburg seinen Freund Thomas „Crap“ Döppner kennen. Beide begannen bereits zu Schulzeiten Musik zu machen und gründeten im Alter von 15 Jahren ihre erste Band.
Am 30. November 2012 gab Goi zusammen mit Christian Wolff den Start des Swing-Projektes What about Bill bekannt. Die Gruppe gründete sich in den Vereinigten Staaten.
Großen Einfluss auf sein musikalisches Schaffen haben nach eigener Aussage unter anderen The Cure, Killing Joke, Thirty Seconds to Mars, Einstürzende Neubauten, AC/DC, Depeche Mode, Extrabreit, Kraftwerk, The Beatles, Elvis Presley und ABBA.
Gois Texte zeichnen sich vor allem durch eine hohe Dichte an Gesellschaftskritik aus. Die vielleicht bedeutendste Unterthematik des ehemaligen Agnostikers Goi ist die Religionskritik. Diesen Stoff verarbeitete er über die Jahre in verschiedensten Stücken sowie dem gesamten Album GlaubeLiebeTod.
2006/07 hatte er in dem Mystery-Hörspiel „Schattenreich“ eine Sprecherrolle als Nebenfigur. 2008 agierte er als deutscher Synchronsprecher eines Nebencharakters im Computerspiel Memento Mori.
Unter anderem veröffentlichte er 2020 zusammen mit dem Sänger Chris Harms unter dem Projekt-Namen Die Kreatur das Album Panoptikum.
Ende September 2021 verließ Goi Oomph! und begann wenig später, erste Demo-Snippets seines neue Projektes DERO GOI zu veröffentlichen. Am 27. Oktober 2023 erschien mit diesem Projekt seine erste Solo-Single Clickbait. Am 8. April 2024 wurde die 3-Track-Single Resurrected veröffentlicht. Am 10. September 2024 wurden das Video und die 5-Track-Single Whistleblower präsentiert. Es folgten die Singles Saturday und 1984.

## Diskografie
Solo

### Alben
- 2024: 1984

### Singles
- 2023: Clickbait
- 2024: Resurrected
- 2024: Whistleblower
- 2024: Saturday
- 2024: 1984

Mit Lord Of The Lost
- 2019: Lullaby

Beitrag auf Edgar Allan Poe – Visionen (Sampler)
- 2006: Traumland[5]

Mit Oomph!
Mit Die Kreatur
| Jahr | Titel      | Höchstplatzierung, Gesamtwochen, AuszeichnungChartplatzierungen (Jahr, Titel, Platzierungen, Wochen, Auszeichnungen, Anmerkungen) | Höchstplatzierung, Gesamtwochen, AuszeichnungChartplatzierungen (Jahr, Titel, Platzierungen, Wochen, Auszeichnungen, Anmerkungen) | Höchstplatzierung, Gesamtwochen, AuszeichnungChartplatzierungen (Jahr, Titel, Platzierungen, Wochen, Auszeichnungen, Anmerkungen) | Anmerkungen                        |
| Jahr | Titel      | DE | AT | CH | Anmerkungen                        |
| ---- | ---------- | --- | --- | --- | ---------------------------------- |
| 2020 | Panoptikum | DE8 (1 Wo.)DE | — | CH90 (1 Wo.)CH | Erstveröffentlichung: 22. Mai 2020 |